# Uncey-le-Franc
Uncey-le-Franc é uma comuna francesa na região administrativa da Borgonha-Franco-Condado, no departamento de Côte-d'Or. Estende-se por uma área de 9,71 km². Em 2010 a comuna tinha 54 habitantes (densidade: 5,6 hab./km²).